# 常盤駅 (北海道)

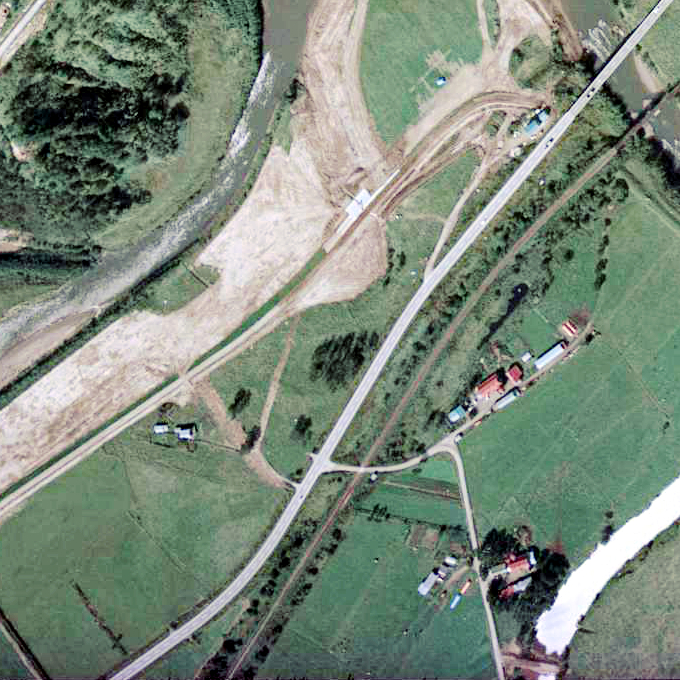
1977年の常盤仮乗降場と周囲約500m範囲。右上が浜頓別方面。中央下寄りに浜頓別側の踏切があり、その南側の線路右側にホームがある。踏切脇に水色の屋根の待合室が見える。

常盤駅（ときわえき）は、北海道（宗谷支庁）枝幸郡浜頓別町字常盤にかつて存在した、北海道旅客鉄道（JR北海道）天北線の駅（廃駅）である。天北線の廃線に伴い、1989年（平成元年）5月1日に廃駅となった。

## 歴史
- 1955年（昭和30年）12月2日 - 日本国有鉄道（国鉄）北見線の常盤仮乗降場（局設定）として開業[1]。
- 1961年（昭和36年）4月1日 - 路線名を天北線に改称し、それに伴い同線の仮乗降場となる。
- 1987年（昭和62年）4月1日 - 国鉄分割民営化により、北海道旅客鉄道（JR北海道）の駅となると共に旅客駅に昇格[1]。常盤駅となる[1]。
- 1989年（平成元年）5月1日 - 天北線の全線廃止に伴い、廃駅となる[1]。

### 駅名の由来
当駅が所在していた地名より。もともと同地はアイヌ語で「チㇷ゚タヌタㇷ゚（cip-ta-nutap）」（丸木舟・彫る・川と川に挟まれた土地）と呼ばれていたが、地区名改正の際に「永久不変」を願って命名された和名の地名に変えられた。

## 駅構造
廃止時点で、1面1線の単式ホームを有する地上駅であった。
仮乗降場に出自を持つ無人駅となっており、駅舎は無いが待合所を有していた。

## 駅周辺
広大な原野が広がる。
- 国道275号（頓別国道）
- 頓別川[4]
- 宗谷バス天北宗谷岬線「常盤」停留所

## 駅跡
2011年（平成23年）時点で当駅の遺構は何も残されていないが、旧駅横の踏切跡には線路の跡が残っている。
また、2011年（平成23年）時点で、駅跡より音威子府方に2kmほど戻った場所にある四号線川に、橋梁上に枕木が残った鉄骨ガーダー橋が残存している。

## 隣の駅
北海道旅客鉄道
天北線
下頓別駅 - 常盤駅 - 浜頓別駅